# Прості речовини
Прóстá речови́на — хімічна речовина, структурні одиниці якої: або є представниками; або складаються з атомів, тільки одного хімічного елементу. Еталонний стан (хімічного елемента, простої речовини) (reference state (of an element)) — стан, в якому хімічний елемент (проста речовина) є стабільним при вибраних за стандартні умовах — тиску та температурі.

## Загальні відомості
Наприклад, до простих речовин належать: водень, азот, озон тощо, бо молекули водню H2 складаються тільки з атомів водню, молекули азоту N2 — тільки з атомів азоту, молекули озону O3 — тільки з атомів кисню. Деякі прості речовини складаються безпосередньо з атомів: так, газ гелій складається лише з атомів гелію He; газ аргон — лише з атомів аргону Ar. Всі інші благородні гази також складаються з атомів лише одного хімічного елементу.
Простим речовинам протиставляються складні речовини, структурні одиниці (молекули або інші формульні одиниці (якщо речовина немолекулярна)) яких, на відміну від перших, складаються  з хімічнопов'язаних атомів різних хімічних елементів.
Прості речовини є формою існування хімічних елементів у вільному (чистому) вигляді, бо атоми всіх хімічних елементів в присутності інших атомів не можуть існувати ізольовано (інакше кажучи, елементи, не пов'язані хімічно ні з яким іншим елементом, утворюють прості речовини).
За властивостями окремих простих речовин, класифікують відповідні хімічні елементи у періодичній системі хімічних елементів.
Всі прості речовини є чистими речовинами. Число простих речовин значно перевищує число відомих хімічних елементів. Відомо близько 500 простих речовин.

## Класифікація
Прості речовини в залежності від наявності або ненаявності в них тих чи інших ознак, властивостей класифікують наступними методами:

### За типом хімічного зв'язку
В залежності від типу хімічного зв'язку між атомами простих речовин, останні зазвичай розділяють на два класи:
- Метали — прості речовини, в яких атоми між собою сполучені металічними зв'язками, та які являють собою ковкі, пластичні тверді тіла, що мають металічний блиск, здатні добре проводити тепло та електричний струм. Переважна більшість простих речовин є металами.
- Неметали — прості речовини, які не є металами. Неметали не мають такої схожості у властивостях, як метали.

| Порівняння металів та неметалів | Порівняння металів та неметалів |
| Метали                          | Неметали                        |
| ------------------------------- | ------------------------------- |
| Мають металічний блиск          | Не мають металічного блиску     |
| Електропровідні                 | Не електропровідні              |
| Теплопровідні                   | Погано проводять тепло          |
| Тверді тіла                     | Гази, тверді тіла               |
| Ковкі, пластичні                | Крихкі                          |
| Температури плавлення високі    | Температури плавлення низькі    |

Таку класифікацію простих речовин запропонував видатний французький вчений А.Л. Лавуазьє в кінці XVIII сторіччя. Хімічні елементи, від яких походять метали, називають металічними, а ті, що утворюють неметали, — неметалічними. Чіткої межі між металами та неметалами не існує. Деякі неметали виявляють металічні властивості, а метали — неметалічні. Так, графіт проводить електричний струм, а олово — дуже крихкий метал. Незважаючи на умовність поділу простих речовин на метали і неметали, його вважають доволі зручним.

### За типом структурної одиниці
В залежності від того з яких структурних одиниць складаються ті чи інші прості речовини, останні зазвичай відносять до двох класів:
- Молекулярні речовини — хімічні речовини, структурними одиницями для яких є молекули[4]. Молекулярними простими речовинами є відносно невелика група неметалів, здебільшого двоатомних: водень H2, азот N2, кисень O2, фтор F2, діфосфор[en] P2. А також прості речовини, молекули яких складені більш ніж з двох атомів: озон O3, білий фосфор P4, гексасірка[en] S6, октасірка[en] S8, жовтий арсен As4, й також алотропні модифікації вуглецю — різні фулерени (C60, C70, C540) та вуглецеві нанотрубки, тощо.
- Немолекулярні речовини — хімічні речовини, структурними одиницями для яких є: або безпосередньо атоми; або групи атомів поєднані між собою хімічними зв'язками та при цьому не є молекулами[4]. Ними за звичайних умов є всі метали та благородні гази, а також всі інші неметали, що не перераховані вище.

### За наявністю хімічного зв'язку
Прості речовини в залежності від наявності або не наявності хімічного зв'язку між власними атомами, існують у двох варіантах:
- Хімічні сполуки — хімічні речовини, структурні одиниці (молекули або інші формульні одиниці (якщо сполука немолекулярна)) яких складаються з атомів сполучених між собою певним типом хімічного зв'язку. За звичайних умов майже всі прості речовини (окрім благородних газів) є хімічними сполуками.
- Одноатомні гази — гази, що являють собою прості речовини, структурними одиницями для яких є не пов'язані хімічним зв'язком атоми. За звичайних умов їхніми представниками є благородні гази. Також за певних умов (наприклад при достатньому нагріванні) будь-який хімічний елемент може бути одноатомним газом.

## Агрегатний стан
Всі прості речовини за звичайних умов знаходяться у певному для себе агрегатному стані:
- у газоподібному (тобто є газами) знаходяться прості речовини для 11 елементів (H, He, N, O, F, Ne, Cl, Ar, Kr, Xe, Rn);
- у рідкому (тобто є рідинами) — для 2 (Br, Hg) (також слід зауважити що за кімнатної температури (або близької до неї) рідинами стають: Fr (27 °C), Cs (28 °C), Ga (30 °C), Rb  (39 °C));
- у твердотільному (тобто є твердими тілами) — всі інші.

## Алотропія

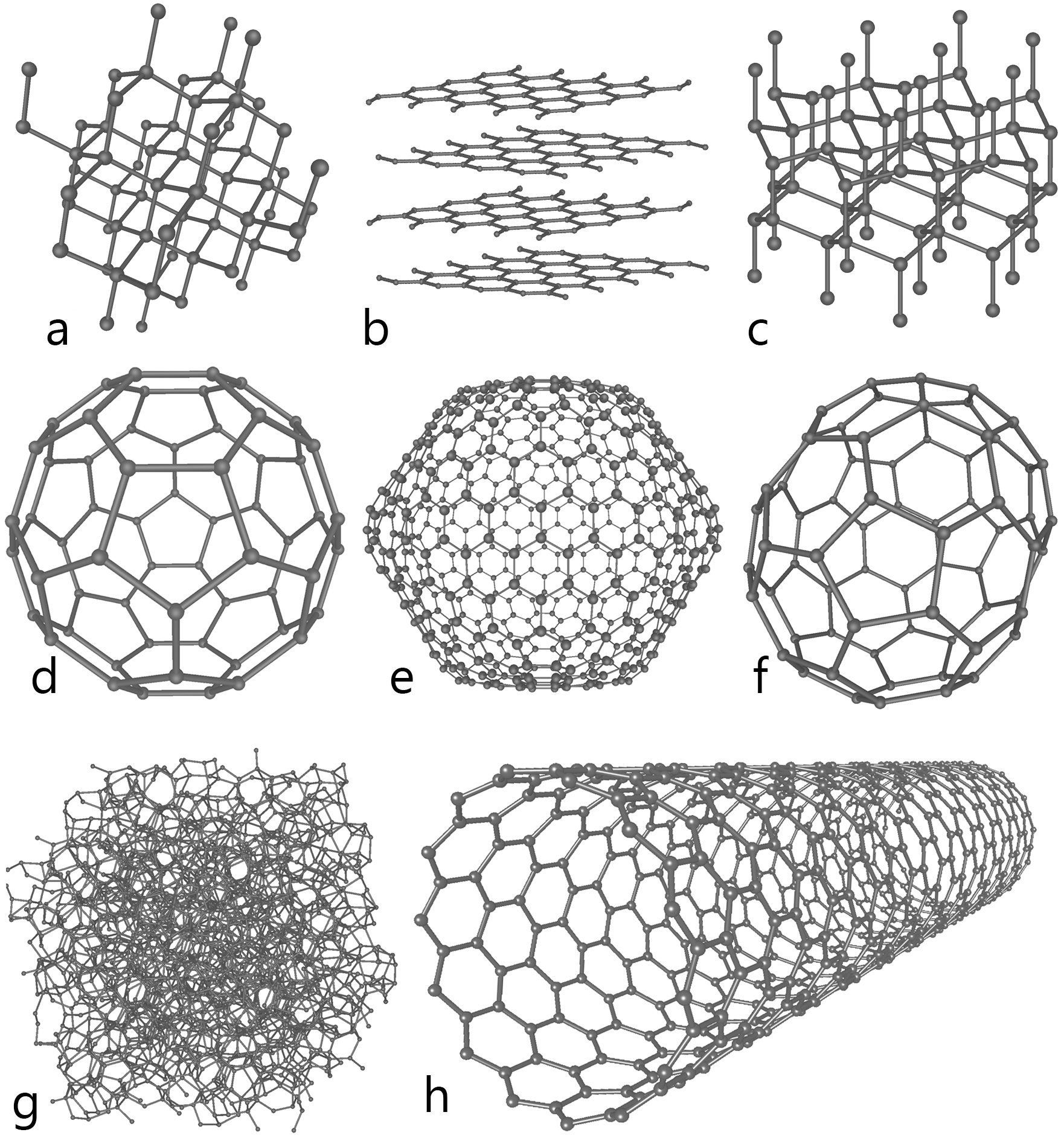
Схеми побудови простих речовин, що утворює вуглець:a: алмаз, b: графіт, c: лонсдейліт, d: фулерен C_{60}, e: фуллерен C_{540}, f: фуллерен C_{70}, g:
аморфний вуглець, h: вуглецева нанотрубка

Прості речовини одного й того хімічного елементу, що різняться структурними одиницями (за будовою), а як наслідок і за властивостями, є алотропними модифікаціями цього ж хімічного елементу. Здатність деяких хімічних елементів існувати у вигляді двох або більше простих речовин називається алотропією.
Явище алотропії може бути обумовлено або різним складом молекул цих простих речовин даного елемента (алотропія складу), або різною будовою молекул і способом розміщення молекул (атомів) в кристалах простої речовини (алотропія форми). Різні алотропні модифікації одного хімічного елемента можуть переходити одна в одну. Для кожного хімічного елемента його алотропні модифікації завжди розрізняються по фізичним властивостям та хімічній активності (так, озон активніше кисню, а температура плавлення алмаза більше, ніж у фулеренів).
| Прості речовини деяких елементів, яким властиве явище алотропії | Прості речовини деяких елементів, яким властиве явище алотропії |
| Хімічний елемент                                                | Прості речовини та їх назви                                     |
| --------------------------------------------------------------- | --------------------------------------------------------------- |
| Карбон                                                          | графіт, алмаз, фулерени                                         |
| Оксиген                                                         | кисень O2, озон O3                                              |
| Сульфур                                                         | сірка ромбічна, сірка моноклінна S8, сірка пластична            |
| Фосфор                                                          | білий фосфор P4, червоний фосфор, чорний фосфор                 |

## Найменування
Назви простих речовин майже в усіх випадках збігаються з назвами відповідних хімічних елементів. Проте через те що деякі елементи утворюють по декілька простих речовин, назви останніх можуть відрізнятись від назв відповідних хімічних елементів (або не повністю відповідати їм). В такому випадку назви алотропних видозмін зазвичай утворюються з назв елементів і відповідних їм прикметників, наприклад: білий фосфор, червоний фосфор, аморфний вуглець, і т.д. Тільки для алотропних модифікацій кисню та вуглецю існують власні назви — озон, графіт, алмаз, карбін, фулерен.
Структура простої речовини позначається хімічною формулою. Так для кисню вона є O2, озону — O3, білого фосфору — P4, тощо. Для простих речовин немолекулярної будови число атомів у формулі не зазначається, тобто хімічна формула таких речовин за написанням збігається з символом хімічного елемента. Так, формула аргону — Ar, заліза — Fe, кремнію — Si, графіту та алмаза — C, міді — Cu, алюмінію — Al, тощо.

### Номер CAS
Усім хімічним речовинам, а, отже і всім простим речовинам, описаним у науковій літературі, присвоюється номер CAS, хімічної реферативної служби, за яким речовину можна ідентифікувати в базах даних, наприклад у PubChem.

## Порівняння понять
У зв'язку з тим, що назви хімічних елементів і простих речовин здебільшого збігаються, поняття «атом», «хімічний елемент» та «проста речовина» не слід змішувати:
- «Атом» — конкретне поняття, бо являє собою частинку що існує реально;
- «Хімічний елемент» — збірне, абстрактне поняття, бо лише класифікує певну сукупність атомів;
- «Проста речовина» — форма, в якій хімічний елемент (певна сукупність атомів) у вільному (непов'язаному з іншими елементами) вигляді існує в природі.

Також потрібно розрізняти властивості (характеристики) простої речовини (сукупності частинок) та властивості (характеристики) хімічного елемента (ізольованого атома певного виду) (див. таблицю нижче).
| Порівняння характеристик хімічного елемента та простої речовини | Порівняння характеристик хімічного елемента та простої речовини |
| Хімічний елемент                                                | Проста речовина                                                 |
| --------------------------------------------------------------- | --------------------------------------------------------------- |
| Атомний номер                                                   | Забарвлення                                                     |
| Атомна маса                                                     | Запах                                                           |
| Ізотопний склад                                                 | Електропровідність                                              |
| Ізотопна поширеність                                            | Теплопровідність                                                |
| Будова атома                                                    | Розчинність                                                     |
| Енергія іонізації                                               | Температура кипіння                                             |
| Спорідненість до електрона                                      | Температура плавлення                                           |
| Електронегативність                                             | В'язкість                                                       |
| Ступені окиснення                                               | Твердість                                                       |
| Валентність                                                     | Оптичні властивості                                             |
| Алотропні модифікації                                           | Магнітні властивості                                            |
| Хімічний знак                                                   | Хімічна формула                                                 |
| …                                                               | …                                                               |

## Мінерали-прості речовини

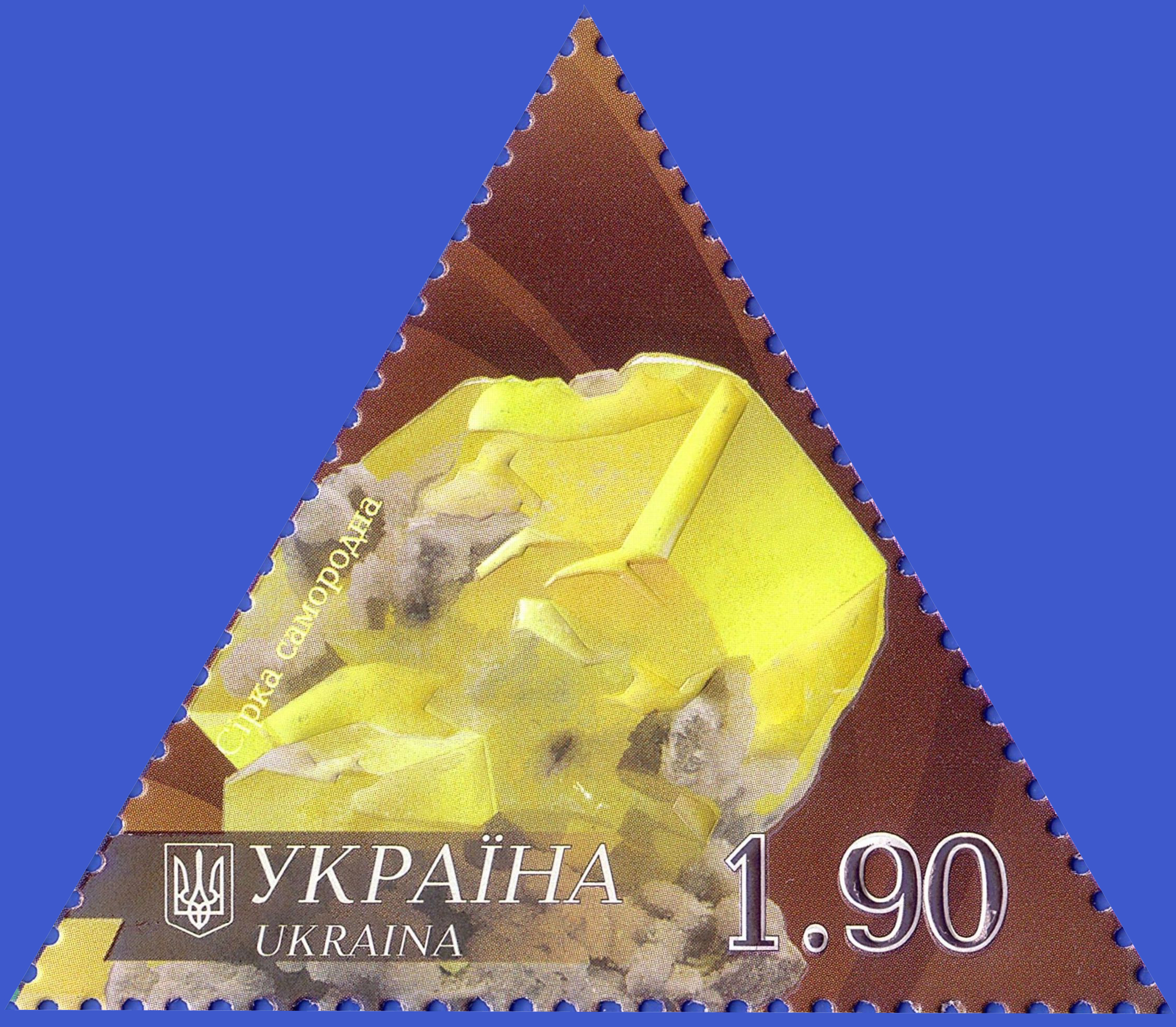
Самородна сірка на українській поштовій марці, 2009 року.

Деякі прості речовини можуть самостійно утворювати окремі мінерали, які називають гомоатомними. Вони складаються з атомів лише одного елемента й можуть існувати в алотропних видозмінах та характеризуються головним чином або атомними структурами з металічним типом зв'язку (самородні метали), або молекулярними кристалічними ґратками (самородні неметали або металоїди). На їх частку припадає не більше 0,1% земної кори, але деякі з них відносно досить поширені й мають велике значення, наприклад, платина самородна, золото самородне, сірка самородна, алмаз та інші.

## Цікаві факти
Вже в давнину були відомі прості речовини 13 елементів — Au, Ag, Cu, Hg, Pb, Fe, Sn, Pt, S, С, Zn, Sb та As.